# Harrison (Maine)
Harrison è un centro abitato (town) degli Stati Uniti d'America, situato nella Contea di Cumberland nello Stato del Maine. Nel censimento del 2010 la popolazione era di 2.730 abitanti.

## Geografia fisica
Secondo i rilevamenti dell'United States Census Bureau, la località di Harrison si estende su una superficie di 95,34 km².